# 蒂里 (市镇)
蒂里，是愛沙尼亞耶爾瓦縣的一個鄉村型市镇，位於該國中部，行政中心設於蒂里，面積1008平方公里，2021年人口数量为10,710人。

## 行政管理
2017年爱沙尼亚行政改革后，原蒂里市镇、韋察市镇及原属拉普拉縣的凱魯市镇合并为新的蒂里市镇。
新的市镇包括非独立的蒂里市、4个小镇和53个村庄。